# Budzisław Kościelny (stacja kolejowa)
Budzisław Kościelny – zlikwidowana wąskotorowa stacja kolejowa w Budzisławiu Kościelnym na wąskotorowej linii kolejowej Anastazewo – Konin Wąskotorowy, w powiecie konińskim, w województwie wielkopolskim, w Polsce.